# Patrik Gross
Patrik Gross (* 6. května 1978 v Ostravě) je český fotbalový obránce, který v současné době[kdy?] hraje za FVI Brotterode.

## Klubová kariéra
Svoji fotbalovou kariéru začal v TJ Polanka nad Odrou. Mezi jeho další angažmá patří: FC Vítkovice, FK Dukla Hranice, FC MSA Dolní Benešov, FC Vítkovice, FK Teplice, FC Viktoria Plzeň, FK Ústí nad Labem, SK Kladno, FC Zenit Čáslav a FC Spartak Trnava